# Articolazioni del piede

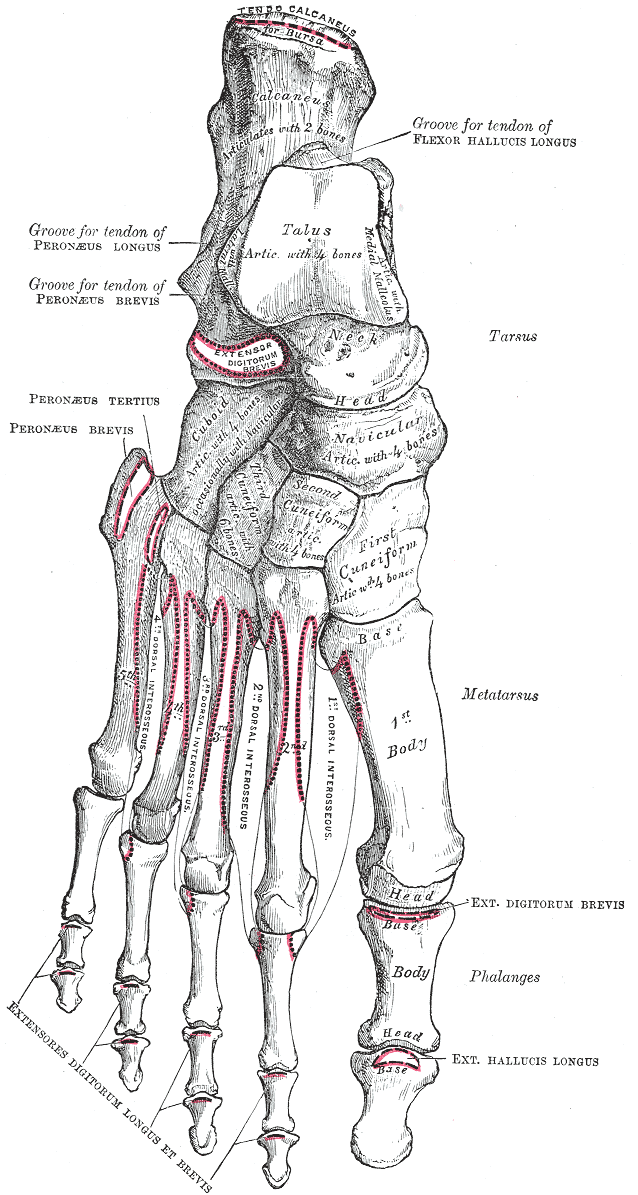
Veduta dorsale delle ossa di un piede.

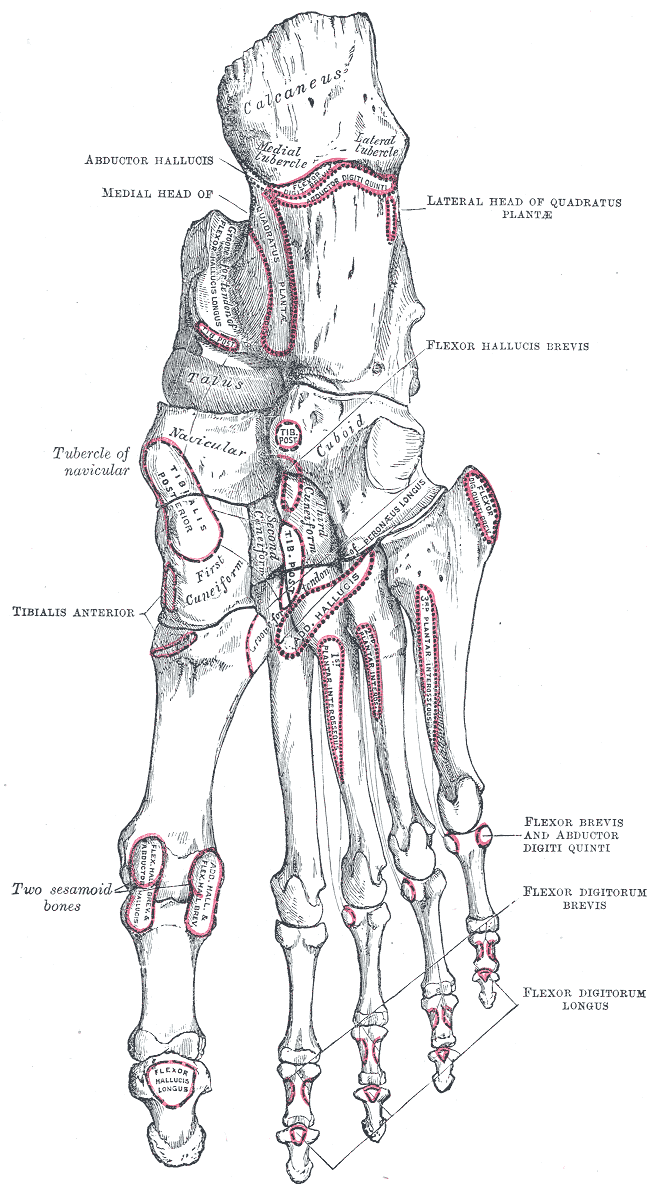
Veduta plantare delle ossa di un piede.

Le articolazioni del piede si instaurano tra le 26 ossa che ne compongono lo scheletro. In base al segmento del piede considerato si distinguono:
- Articolazioni della caviglia
- Articolazioni del tarso
- Articolazioni del metatarso
- Articolazioni delle dita

## Articolazioni della caviglia e del tarso

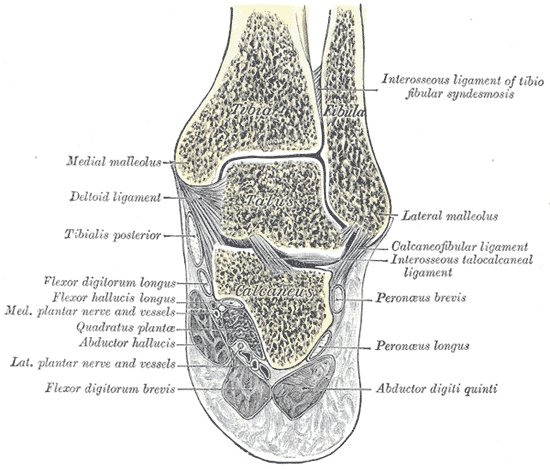
Sezione frontale delle articolazioni della caviglia e del tarso posteriore. Il piede è in posizione ortostatica.

Sono sei distinte cavità articolari che si succedono in senso prossimo-distale dalla caviglia al metatarso.

### Articolazione tibio-peroniera distale
L'articolazione tibo-peroniera distale è una sinartrosi che si instaura tra la superficie articolare tibiale della fibula e l'incisura fibulare della tibia ed è rinforzata dai legamenti tibio-fibulari anteriore, posteriore ed interosseo. Tuttavia è possibile, in alcuni casi, che tale articolazione si presenti come una diartrosi, in particolare un'artrodia, delimitata superiormente dai legamenti tibio-fibulari, ma aperta inferiormente, risultando quindi continua con la cavità articolare dell'articolazione tibo-astragalica.

### Articolazione talocrurale o tibio-tarsica
L'articolazione talocrurale o tibio-tarsica (o tibio-astragalica) è una articolazione mobile, precisamente una troclea che si instaura tra la troclea dell'astragalo ed il mortaio tibiofibulare, consistente in una superficie concava, costituita dall'unione delle porzioni distali di tibia e del perone, unite dal legamento tibio-fibulare interosseo.
La capsula articolare dell'articolazione si tende quindi, anteriormente, tra il margine anteriore della superficie articolare astragalica della tibia ed il margine anteriore della superficie articolare tibiale dell'astragalo. Medialmente si tende tra la superficie laterale del malleolo mediale della tibia ed i margini della superficie articolare malleolare mediale dell'astragalo. Posteriormente si tende tra il margine posteriore della superficie articolare astragalica della tibia ed il margine posteriore della superficie articolare tibiale dell'astragalo. Lateralmente si tende tra la superficie laterale del malleolo laterale del perone ed i margini della superficie articolare malleolare laterale dell'astragalo. Il legamento legamento tibio-fibulare interosseo, infine, chiude superiormente la cavità articolare dell'articolazione tibio-astragalica unendo la tibia al perone con l'ulteriore supporto, anteriormente del legamento tibio-fibulare anteriore e, posteriormente, del legamento tibio-fibulare posteriore.
Tuttavia può accadere in alcuni casi che l'articolazione tibio-fibulare distale si presenti come un'artrodia la cui cavità articolare è in continuità con quella tibio-astragalica. In questo caso la cavità articolare tibio-fibulare, racchiusa dai tre i legamenti tibio-fibulari distali, viene tappezzata internamente da un diverticolo della membrana sinoviale dell'articolazione tibio-astragalica.

### Articolazione astragalo-calcaneare

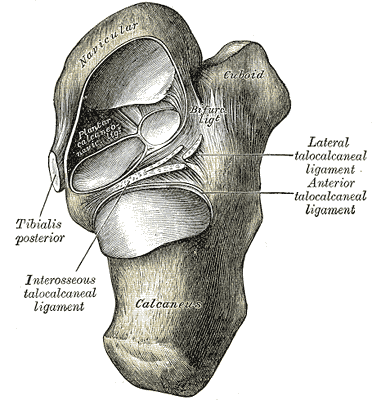
Vista dorsale dell'articolazione astragalo-calcaneare e dell'articolazione astragalo-navicolare. La capsule articolari sono state recise e l'astragalo è stato rimosso.

L'articolazione astragalo-calcaneare o talo-calcaneare o subtalare è costituita da due artrodie che si instaurano tra le superfici articolari calcaneari del talo e le superfici articolari astragaliche del calcagno. Si distinguono pertanto un'articolazione astragalo-calcaneare posteriore, più grande e indipendente, ed un'articolazione astragalo calcaneare anteriore, più piccola e avente una cavità articolare continua anteriormente con quella dell'articolazione talo-navicolare.
L'articolazione astragalo-calcaneare posteriore si instaura pertanto tra la superficie articolare astragalica posteriore del calcagno, leggermente convessa, e la superficie articolare calcaneare posteriore dell'astragalo, leggermente concava. Queste superfici, di forma pressoché triangolare, presentano una base rivolta anteriormente lungo il margine posteriore del seno del tarso ed un apice smusso rivolto posteriormente verso il processo posteriore del talo, dal quale originano i legamenti posteriori dell'articolazione. La capsula articolare quindi si tende, posteriormente, tra il margine posteriore della superficie articolare calcaneare posteriore del talo ed il margine posteriore della superficie articolare astragalica posteriore del calcagno mentre, anteriormente, si tende tra il solco del talo ed il solco del calcagno. Tale tratto anteriore, detto legamento astragalo-calcaneare interosseo, si distingue dalla porzione posteriore della capsula articolare perché comune anche all'articolazione astragalo-calcaneare anteriore.
L'articolazione astragalo-calcaneare anteriore si instaura invece tra la superficie articolare astragalica anteriore del calcagno, leggermente concava, e la superficie articolare calcaneare anteriore del talo, convessa e continua anteriormente con la superficie articolare navicolare del talo. Queste superfici sono di forma pressoché ovale ed il loro margine posteriore si dispone lungo il margine anteriore del seno del tarso. La capsula articolare, come già detto, è costituita posteriormente dal solo legamento astragalo-calcaneare interosseo mentre sui lati si continua con la capsula articolare dell'articolazione talo-navicolare. Ne consegue che anteriormente le due cavità articolare comunicano ampiamente.
In alcuni casi infine è possibile osservare una terza articolazione astragalo-calcaneare posta anteriormente al seno del tarso e detta articolazione astragalo-calcaneare media. Questa articolazione si instaura tra la superficie articolare calcaneare media del talo e la superficie articolare astragalica media del calcagno quando queste due faccette articolari sono presenti. La cavità articolare dell'articolazione astragalo-calcaneare media è anch'essa chiusa posteriormente dal legamento astragalo-calcaneare interiosseo mentre comunica anteriormente con la cavità articolare astragalo-navicolare e la cavità articolare astragalo-calcaneare anteriore.

### Articolazione mediotarsale dello Chopart

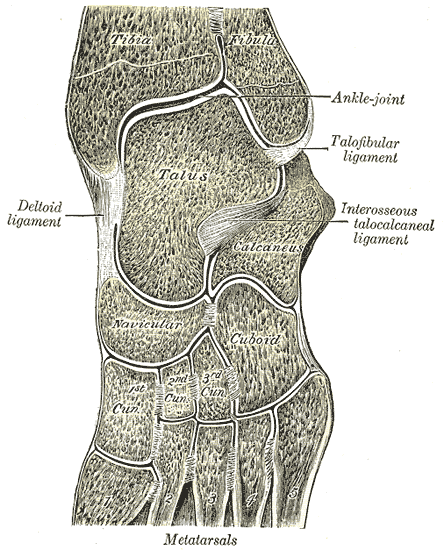
Sezione frontale delle articolazioni della caviglia e del tarso. Il piede è flesso plantarmente.

L'articolazione dello Chopart, detta così in onore del chirurgo francese François Chopart, è detta anche articolazione mediotarsale ed è costituita dall'articolazione delle ossa del tarso posteriore con le ossa del tarso anteriore. Sebbene trattata come un'unica articolazione, in essa è possibile riconoscere due distinte articolazioni delle quali una mediale, detta articolazione astragalo-navicolare, ed una laterale, detta articolazione calcaneo-cuboidea.
L'articolazione astragalo-navicolare è un'articolazione a sfera o un enartrosi che si instaura tra la testa dell'astragalo e la cavità articolare della superficie prossimale del navicolare. La capsula articolare dell'articolazione astragalo-navicolare, delimitata anteriormente dal navicolare e posteriormente dall'astragalo, si tende tra il collo dell'astragalo ed il margine superiore, mediale e laterale della cartilagine articolare astragalica del navicolare. Inferiormente invece, laddove l'astragalo poggia sull'osso calcaneare, la capsula si inserisce sul margine anteriore del sustantacolo astragalico del calcagno. Ne consegue che in questo punto l'articolazione astragalo-navicolare si continua posteriormente nelle articolazioni astragalo calcaneare anteriore e media.
L'articolazione calcaneo-cuboidea è un'articolazione a sella che si instaura tra la superficie distale del calcagno e la superficie prossimale dell'osso cuboide. La capsula articolare si tende quindi tra i margini delle cartilagine articolari delle due ossa.
L'articolazione mediotarsale permette di descrivere una linea articolare, detta linea mediotarsale o linea dello Chopart, che separa il tarso anteriore da quello posteriore. Tale linea presenta la forma di una S disposta trasversalmente sul dorso del piede in modo da disegnare medialmente una convessità che, seguendo la testa dell'astragalo, è rivolta anteriormente e lateralmente una concavità che, seguendo la concavità trasversale della superficie articolare cuboidea del calcagno, è rivolta anteriormente. Tale linea riveste grande importanza in chirurgia poiché costituisce la linea lungo la quale si opera l'amputazione della porzione anteriore del piede, detta anche amputazione di Chopart.

### Articolazione navicolo-cuboidea
L'articolazione navicolo-cuboidea è una sindesmosi che si instaura tra la superficie laterale del navicolare e la porzione posteriore della superficie mediale dell'osso cuboide. Le ossa navicolare e cuboide sono quindi tenute assieme dal legamento navicolo-cuboideo interosseo, che colma lo spazio compreso tra le due ossa, dal legamento navicolo-cuboideo plantare, che si tende tra le superficie dorsali delle due ossa, e dal legamento navicolo-cuboideo dorsale, che si tende tra le superficie plantari delle due ossa.
Tuttavia, in alcuni casi, può presentarsi anche come una artrodia qualora si insinui tra le due ossa un diverticolo della sinoviale dell'articolazione cuneo-navicolare. In tal caso i legamenti navicolo cuboidei contribuiscono a chiudere lateralmente la cavità articolare navicolo-cuboidea.

### Articolazione cuneo-cuboidea
L'articolazione cuneo-cuboidea è una sindesmosi che si instaura tra la superficie laterale del terzo osso cuneiforme e la porzione anteriore della superficie mediale dell'osso cuboide. Quindi il cuboide ed il terzo cuneiforme sono tenuti assieme dal legamento cuneo-cuboideo interosseo, che colma lo spazio compreso tra le due ossa, dal legamento cuneo-cuboideo plantare, che si tende tra le superfici plantari delle due ossa, e dal legamento cuneo-cuboideo dorsale, che si tende tra le superfici dorsali delle due ossa.
Tuttavia, in alcuni casi, può presentarsi anche come una artrodia qualora si insinui tra le due ossa un diverticolo della sinoviale dell'articolazione cuneo-navicolare. In tal caso i legamenti navicolo-cuboidei contribuiscono a chiudere lateralmente la cavità articolare navicolo-cuboidea.

### Articolazione cuneo-navicolare
L'articolazione cuneo-navicolare si stabilisce tra la superficie anteriore del navicolare e la superficie posteriore delle tre ossa cuneiformi. In questa articolazione sono presenti tre legamenti dorsali che originano dalla faccia dorsale del navicolare e si inseriscono sulla faccia dorsale di ciascuna delle tre ossa cuneiformi. Questa articolazione come tutte quelle della fila distale del tarso sono artrodie e compiono quindi movimenti di scivolamento.

### Articolazione tarso-metatarsale del Lisfranc
L'articolazione tarso-metatarsale, detta anche articolazione del Lisfranc in onore del chirurgo francese Jacques Lisfranc, è formata da più articolazioni, tutte artrodie, distinte in 
- Articolazioni tarso-metatarsali proprie, che si stabiliscono tra ciascuna delle ossa metatarsali e le ossa del tarso che con essa si articolano.
- Articolazioni intermetatarsali, che si stabiliscono tra le faccette articolari intermetatarsali della base delle ultime quattro ossa metatarsali.

Allo stesso modo possiamo individuare più porzioni della capsula articolare:
- una porzione tarso-metatarsale, che origina dai margini delle faccette articolari metatarsale del cuboide e dei tre cuneiformi e si inserisce ai margini delle faccette articolari tarsali della base delle ultime quattro ossa metatarsali.
- una porzione intermetatarsale, che si tende tra i margini delle faccette articolari intermetacarpali della base delle cinque ossa metatarsali.

Sebbene trattata come un'unica articolazione, in essa è possibile riconoscere tre porzioni aventi distinta capsula articolare.
- L'articolazione tarso-metatarsale mediale, che si instaura tra il primo osso cuneiforme ed il primo osso metatarsale. Talvolta può essere completata inferiormente dalle due ossa sesamoidee comprese nei tendini del muscolo flessore breve dell'alluce e del muscolo adduttore dell'alluce.
- L'articolazione tarso-metatarsale intermedia, che si instaura tra secondo e terzo osso cuneiforme da un lato e secondo e terzo osso metatarsale dall'altro. Medialmente la base del secondo osso metatarsale non presenta una cartilagine articolare mentre lo spazio compreso tra questa ed il primo osso cuneiforme è colmato dal legamento chiave dell'articolazione del Lisfranc. Allo stesso modo, lateralmente, terzo e quarto osso metatarsale non presentano una reciproca superficie articolare, in modo che lo spazio compreso tra le basi delle due ossa sia colmato dal relativo legamento intermetatarsale.
- L'articolazione tarso-metatarsale laterale, che coinvolge l'osso cuboide e le ultime due ossa metatarsali.

Analogamente all'articolazione mediotarsale, l'articolazione tarso-metatarsale permette di descrivere una linea articolare, detta linea tarso-metatarsale o linea del Lisfranc, che separa il tarso anteriore dalle ossa metatarsali. Tale linea riveste grande importanza in chirurgia poiché costituisce la linea lungo la quale si opera l'amputazione del metatarso, detta anche amputazione del Lisfranc.

## Legamenti delle articolazioni della caviglia e del tarso

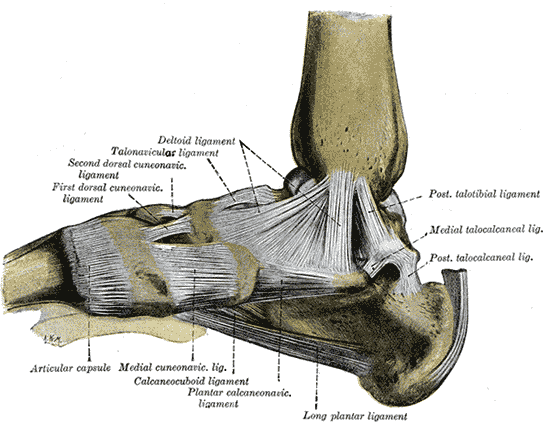
Veduta mediale dei legamenti delle articolazioni della caviglia e del tarso

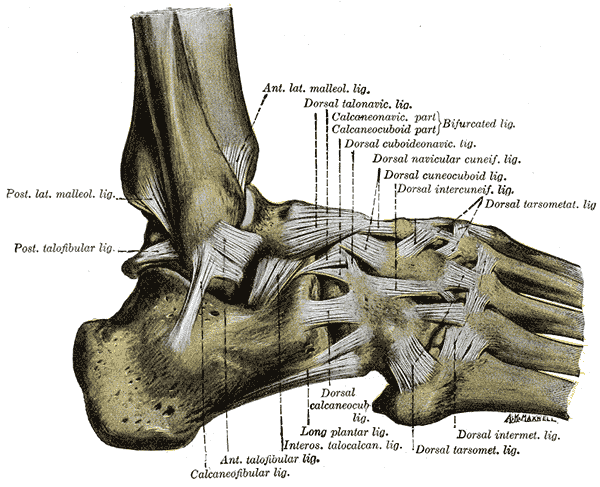
Veduta laterale dei legamenti delle articolazioni della caviglia e del tarso

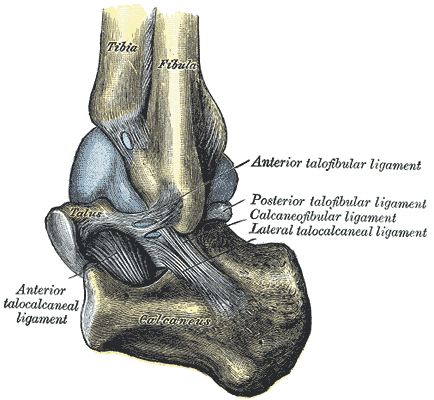
Legamenti astragalo-fibularie e calcaneo-fibulare

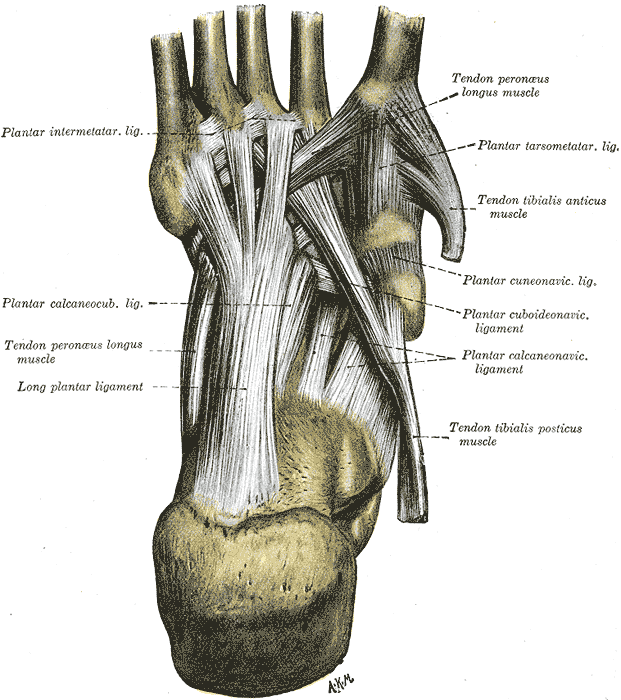
Veduta plantare dei legamenti delle articolazioni del tarso

I legamenti dell'articolazione della caviglia e del tarso sono tutta una serie di legamenti intrinseci ed estrinseci che contribuiscono a rinforzare ciascuna delle capsule articolari che si succedono lungo lo scheletro del piede.

### Legamenti dell'articolazione talocrurale
Sono legamenti propri dell'articolazione talo-crurale (o tibio-tarsica), si distinguono in: legamenti tibio-fibulari distali, propri dell'articolazione tibio-fibulare distale, i quali consentono poca mobilità e contribuiscono alla formazione del mortaio tibio-fibulare; legamento collaterale mediale e legamento collaterale laterale, i quali originando, rispettivamente, dal malleolo mediale della tibia e laterale della fibula si diramano, rispettivamente, a talo, calcagno e navicolare medialmente ed a talo e calcagno lateralmente.

#### Legamenti tibio-fibulari distali
I legamenti tibio-fibulari distali sono i legamenti intrinseci dell'articolazione tibio-fibulare distale e sono distinti in:
- Legamento tibio-fibulare anteriore, che dal margine anteriore dell'incisura fibulare della tibia si inserisce al margine anteriore della superficie articolare tibiale della fibula.
- Legamento tibio-fibulare posteriore, che dal margine posteriore dell'incisura fibulare della tibia si inserisce al margine posteriore della superficie articolare tibiale della fibula.
- Legamento tibio-fibulare interosseo, che, quando l'articolazione tibio-fibulare distale si presenta come un’anfiartrosi, si tende tra la superficie articolare tibiale della fibula e l'incisura fibulare della tibia, riempiendo lo spazio tra le due superfici e chiudendo superiormente l'articolazione tibio-astragalica. Viceversa, qualora l'articolazione tibio-fibulare distale si presenti come un'artrodia, il legamento tibio-fibulare interosseo si tende tra il margine superiore della superficie articolare tibiale della fibula ed il margine superiore dell'incisura fibulare della tibia, chiudendo superiormente la stessa articolazione tibio-fibulare distale.

#### Legamento collaterale mediale (o deltoideo)
Il legamento collaterale mediale, detto anche legamento deltoideo (per la sua forma triangolare che ricorda quella della lettera delta dell'alfabeto greco) o anche legamento tibio-tarsico, è un complesso di quattro distinti legamenti aventi comune origine dal malleolo mediale della tibia che poi si allargano a ventaglio sull'astragalo, il calcagno e il navicolare. I legamenti che compongono il legamento deltoideo sono:
- Legamento tibio-talare anteriore. Legamento intrinseco dell'articolazione tibio-tarsica che, originando dal margine anteriore del malleolo mediale, si inserisce sulla superficie laterale del corpo e del collo del talo.
- Legamento tibio-talare posteriore. Legamento intrinseco dell'articolazione tibio-tarsica che, originando dal margine posteriore del malleolo mediale, si inserisce sulla superficie superiore del tubercolo mediale del talo.
- Legamento tibio-calcaneale. Legamento estrinseco sia dell'articolazione tibio-astragalica che dell'articolazione astragalo-calcaneare. Originando dall'apice del malleolo mediale, si inserisce sul margine mediale del sustentacolo del calcagno.
- Legamento tibio-navicolare. Legamento estrinseco sia dell'articolazione tibio-astragalica che dell'articolazione astragalo-navicolare. Originando dalla superficie mediale del malleolo mediale, si inserisce sulla superficie supero-mediale del navicolare ricoprendo il legamento tibio-astragalico anteriore ed il legamento astragalo-navicolare dorsale.

#### Legamento collaterale laterale
Il legamento collaterale laterale, è un complesso di tre distinti legamenti aventi comune origine dal malleolo laterale della fibula che connettono all'astragalo ed al calcagno. I legamenti di cui si compone il legamento collaterale laterale sono:
- Legamento talo-fibulare anteriore, che originato dal margine anteriore del malleolo laterale, si inserisce alla faccia laterale del talo, davanti alla faccia malleolare.
- Legamento talo-fibulare posteriore, che originato dal margine posteriore del malleolo laterale, si inserisce al processo posteriore del talo.
- Legamento calcaneo-fibulare, che originato dall'apice del malleolo, si fissa alla faccia laterale del calcagno.

### Legamenti dell'articolazione talo-calcaneale
I legamenti dell'articolazione talo-calcaneale (o subtalare) sono quattro legamenti a rinforzo della rispettiva articolazione, si distinguono in:
- Legamento talo-calcaneale laterale, che originato dalla faccia laterale del talo, si porta alla faccia laterale del calcagno.
- Legamento talo-calcaneale mediale, che unisce la faccia mediale del talo alla faccia mediale del calcagno.
- Legamento talo-calcaneale posteriore, che originato dal tubercolo laterale della tuberosità posteriore del talo, raggiunge la faccia superiore del calcagno.
- Legamento talo-calcaneale interosseo, essendo teso tra il solco del talo e quello del calcagno, viene ad occupare il seno del tarso.

### Legamenti dell'articolazione talo-calcaneo-navicolare
I legamenti che prendono parte all'articolazione talo-calcaneo-navicolare sono costituiti da due legamenti proprie e dalla porzione mediale del legamento biforcato, questi sono:
- Legamento calcaneo-navicolare, che costituisce la porzione mediale del legamento biforcato, ed originato dalla faccia dorsale del calcagno si inserisce alla faccia dorsale del navicolare.
- Legamento talo-navicolare dorsale, che originato dal collo del talo, si porta alla superficie dorsale del navicolare.
- Legamento calcaneo-navicolare plantare, che unisce la faccia plantare del calcagno a quella plantare del navicolare.

### Legamento dell'articolazione calcaneo-cuboidea
- Legamento calcaneo-cuboideo, che costituisce la porzione laterale del legamento biforcato, ed originato dalla faccia dorsale del calcagno si inserisce alla faccia dorsale del cuboide.
- Legamento calcaneo-cuboideo plantare breve, che costituisce la porzione profonda del legamento plantare lungo (ed è quindi posto profondamente rispetto a questo), originato assieme al legamento plantare lungo dalla faccia inferiore del calcagno, si inserisce alla faccia plantare del cuboide

### Legamento biforcato o legamento chiave dell'articolazione dello Chopart
È un robusto fascio a forma di Y, il cui stelo origina dalla superficie anteriore della faccia superiore del calcagno per dirigersi in avanti, dopo essersi sdoppiato si inserisce alla faccia dorsale del navicolare e del cuboide. I due fasci in cui si divide sono uno mediale, che va a costituire il legamento calcaneo-navicolare inserendosi al navicolare ed uno laterale, che va a costituire il legamento calcaneo-cuboideo inserendosi al cuboideo. Il legamento biforcato forma un importante mezzo di unione tra le due file ossee del tarso.

## Articolazioni del metatarso
Sono le articolazioni che le ossa metatarsali stabiliscono prossimalmente tra loro e distalmente con le prime falangi.

### Articolazioni intermetatarsiche
Sono le articolazioni che si instaurano tra le faccette articolari intermetatarsali della base delle ossa metatarsali adiacenti e sono comprese nell'articolazione tarso-metatarsale del Lisfranc.

### Articolazioni metatarso-falangee
Sono articolazioni di tipo condiloideo che si instaurano tra il condilo della testa di ciascuna delle ossa metatarsali e la cavità glenoidea  della relativa prima falange. La cavità glenoide è completata sul margine plantare da una fibrocartilagine articolare, detta fibrocartilagine glenoidea. La capsula articolare, originando dai margini della cartilagine articolare del condilo della testa dell'osso metatarsale, si inserisce lungo il margine della cartilagine articolare della cavità glenoidea della prima falange e della fibrocartilagine glenoidea.

## Legamenti delle articolazioni del metatarso
Sono i legamenti che connettono le ossa metatarsali tra loro e con le prime falangi.

### Legamento trasverso delle teste delle ossa metatarsali
Il legamento trasverso delle teste delle ossa metatarsali è un legamento estrinseco nastriforme che, originando dalla superficie plantare della testa del primo osso metatarsale si porta lateralmente inserendosi sulla superficie plantare delle teste di tutte le altre ossa metatarsali.

### Legamenti metatarso-falangei delle ultime quattro dita
I legamenti metatarso-falangei sono legamenti intrinseci che contribuiscono a rafforzare la capsula articolare dell'articolazione metatarso-falangea delle ultime quattro ossa metatarsali. Per ognuna di esse distinguiamo tre tipi di legamenti metatarso-falangei:
- legamento metatarso-falangeo plantare, che dalla superficie palmare della testa dell'osso metatarsale si inserisce alla superficie plantare della base della prima falange. Il legamento si presenta insolcato longitudinalmente dal solco tendineo prodotto, nelle ultime quattro dita, dal tendine del muscolo flessore lungo delle dita e, nel primo dito, dal muscolo flessore lungo dell'alluce
- legamento metatarso-falangeo collaterale laterale, che dalla superficie laterale della testa dell'osso metatarsale si inserisce alla superficie laterale della base della prima falange.
- legamento metatarso-falangeo collaterale mediale, che dalla superficie mediale della testa dell'osso metatarsale si inserisce alla superficie mediale della base della prima falange.

### Legamenti metatarso-falangei del primo dito
I legamenti metatarso-falangei del primo dito sono i legamenti intrinseci che contribuiscono a rafforzare la capsula articolare della prima articolazione metatarso-falangea. Essi sono simili a quelli delle articolazioni metacarpo-falangei delle ultime quattro dita, distinguendosi però per la presenza nella prima articolazione metacarpo falangea di due ossa sesamoidi, dette osso sesamoide mediale o osso sesamoide tibiale ed osso sesamoide laterale o osso sesamoide peroniero. Distinguiamo quattro legamenti metatarso-falangei nel primo dito:
- legamento metatarso-falangeo plantare, che dalla superficie plantare della testa del primo osso metatarsale si inserisce alla superficie plantare della base della prima falange dell'alluce.
- legamento metatarso-falangeo collaterale laterale, che dalla superficie laterale della testa del primo osso metatarsale si inserisce prima sull'osso sesamoide laterale e poi sulla superficie laterale della base della prima falange.
- legamento metatarso-falangeo collaterale mediale, che dalla superficie mediale della testa del primo osso metatarsale si inserisce prima sull'osso sesamoide mediale e poi sulla superficie mediale della base della prima falange.
- legamento intersesamoideo, che dalla superficie plantare dell'osso sesamoide mediale si inserisce alla superficie plantare dell'osso sesamoide laterale.

## Articolazioni delle dita
Sono le articolazioni che connettono tra loro le falangi delle dita del piede e sono per questo dette interfalangee.

### Articolazioni interfalangee
Una articolazione interfalangea è un ginglimo angolare che connette due falangi e si instaura tra la troclea della testa delle falange più prossimale e la cavità glenoidea della base della falange più distale tra le due. La cavità glenoidea della base della falange più distale è completata sul margine plantare da una fibrocartilagine articolare, detta fibrocartilagine glenoidea. La capsula articolare, originando dai margini della troclea della testa della falange più prossimale, si inserisce al margine della cartilagine articolare della cavità glenoide e della fibrocartilagine glenoidea della base della falange più distale.
In ciascun dito del piede si individuano due articolazioni interfalangee:
- Un'articolazione interfalangea prossimale o prima articolazione interfalangea, che si instaura tra prima e seconda falange di un dito.
- Un'articolazione interfalangea distale o seconda articolazione interfalangea, che si instaura tra seconda e terza falange di un dito.

Fa eccezione l'alluce, nel quale l'unica articolazione interfalangea presente si instaura tra la falange prossimale e la falange distale dell'alluce.

## Legamenti delle articolazioni delle dita
Sono legamenti che connettono tra loro le falangi delle dita e sono per questo dette interfalangei.

### Legamenti interfalangei
I legamenti interfalangei sono legamenti intrinseci che contribuiscono a rafforzare le capsule articolari delle articolazioni interfalangee. Per ognuna delle articolazioni interfalangee, distinguiamo tre tipi di legamenti interfalangee:
- legamento interfalangeo plantare, che dalla superficie plantare della testa della falange prossimale si inserisce alla superficie plantare della base della falange distale. Il legamento si presenta insolcato longitudinalmente dal solco del tendine del muscolo flessore lungo delle dita.
- legamento interfalangeo collaterale laterale, che dalla superficie laterale della testa della falange prossimale si inserisce alla superficie laterale della base della falange distale.
- legamento interfalangeo collaterale mediale, che dalla superficie mediale della testa della falange prossimale si inserisce alla superficie mediale della base della falange distale.